# Waben
Waben is een gemeente in het Franse departement Pas-de-Calais (regio Hauts-de-France) en telt 327 inwoners (1999). De plaats maakt deel uit van het arrondissement Montreuil.

## Geschiedenis
De plaats werd voor het eerst vermeld in 1100, als Vuaben of Vuabeng, vermoedelijk op een persoonsnaam betrekking hebbend. De plaats heeft nog behoord tot het graafschap Ponthieu.

## Geografie
De oppervlakte van Waben bedraagt 8,9 km², de bevolkingsdichtheid is 36,7 inwoners per km².
De onderstaande kaart toont de ligging van Waben met de belangrijkste infrastructuur en aangrenzende gemeenten.
Waben ligt ten noordoosten van de Authie.

## Bezienswaardigheden
- De Sint-Martinuskerk (Église Saint-Martin).
- Het haventje van La Madelon.

## Demografie
Onderstaande figuur toont het verloop van het inwonertal (bron: INSEE-tellingen).

## Nabijgelegen kernen
Conchil-le-Temple, Groffliers, Verton